# Jessie Cave
Jessica „Jessie“ Cave (* 5. května 1987) je anglická herečka, známá svou rolí Levandule Brownové v sérii filmů Harry Potter.

## Osobní život
Cave se narodila v západním Londýně, jako druhá nejstarší z pěti sourozenců. Její otec pracuje jako praktický lékař. Její dědeček byl vedoucím tajemníkem Hongkongu, rozený Tasmánec, Sir Charles Philip Haddon-Cave. Její mladší sestra Bebe je rovněž herečkou.
Cave navštěvovala Latymer Upper School v Hammersmithu. Jako bývalá okresní plavkyně a národní tenistka, studovala ilustraci a animaci na Kingstonské Universitě.[zdroj⁠?!] Původně zamýšlela studovat divadelní správu na Královské akademii dramatických umění a pracovat v Londýně jako kulisák, než se rozhodla věnovat se herectví.

## Kariéra
Cave debutovala v dramatu Summerhill, který byl na CBBC uveden na začátku roku 2008.
Cave 1. července 2007 získala v otevřeném castingu roli Levandule Brownové ve filmu Harry Potter a Princ dvojí krve. Cave, která přišla skrze agenturu porazila víc než 7 tisíc dívek, které se konkurzu zúčastnily. Levanduli také propůjčila svůj hlas v počítačových hrách Harry Potter a Princ dvojí krve a Harry Potter a Relikvie smrti: Část 2.
Cave také získala hlavní roli ve filmu Inkoustové srdce, v němž si v roce 2009 zahrála vodní nymfu.
V červnu roku 2009 dosáhla West End debutu, když si zahrála "Thomasinu" v revivalu Arcadie Toma Stopparda v Divadle vévody z Yorku.
Cave se objevila také v roli představení Breed v Divadle 503, kde si zahrála roli Liv. Představení se hrálo od 21.  září do 16. října 2010. Vyhrála ocenění Off West-End stage, když byla volbou publika za nejlepší ženské vystoupení. 
4. února 2011 se objevila v roli "Hermiony" v dětském dramatu CBBC Sadie J.
Cave spravuje webové stránky www.pindippy.com, které kromě jiných výtvorů prezentují krátká videa, vytvořená Cave samotnou. Občas se v těchto videích objevují i herci, kteří s ní hráli v Harrym Potterovi, jako např. Evanna Lynch, Katie Leung, Scarlett Byrne, Georgina Leonidas a Alfred Enoch. Dalšími účastníky videí jsou například její mladší sestra Bebe, komik Daniel Sloss, herečka Sophie Wu, a hvězda filmu Letopisy Narnie Anna Popplewell.
V roce 2012 hrála Cave hlavní postavu v produkci Mary Rose v divadle DogOrange v Londýně. Hrála Zazzy v poslední epizodě 2. řady Babiččina domu, vysílané 24. května 2012, a roli Elder Biddy ve filmové adaptaci Great Expectations, založené  na novele Charlese Dickense, režírované Mikem Newellem. Během natáčení Great Expectations, nejenže spolupracovala se svou mladší sestrou Bebe (která hraje mladší Biddy), ale znovu se setkala s hvězdami Harryho Pottera, kterými byli Helena Bonham Carter, Robbie Coltrane, a Ralph Fiennes.
V roce 2013 hrála Jessie hlavní roli jako číšnice Angela v druhé sérii Three's Pramface, vysílané 8. ledna, načež se objevila jako Theodora Snitch, postava v YouTube revivalu televizní série Nightmare, Denise v 2. epizodě Coming Up Series 8, a jako Alicia Ferguson v sérii CBBC Wizards vs Aliens 2- epizoda "Třinácté podlaží", načež se objevila jako Anne-Marie ve 2. sérii The Job Lot, a jako Annie Maddocks v dramatu Glue z roku 2014.
Na začátku roku 2015 Cave na sociálních sítích oznámila, že její komiks 'Lovesick' spatří světlo světa 2. července skrze Ebury Publishing.

## Filmografie
| Rok                 | Název                                      | Role               | Poznámka                                                              |
| ------------------- | ------------------------------------------ | ------------------ | --------------------------------------------------------------------- |
| 2007                | Cranford                                   | Villager           | Epizoda: "April 1843"                                                 |
| 2008                | Summerhill                                 | Stella             | TV film                                                               |
| 2009                | Harry Potter a Princ dvojí krve            | Levandule Brownová |                                                                       |
| 2009                | Harry Potter a Princ dvojí krve (Videohra) | Levandule Brownová | hlas                                                                  |
| 2009                | Inkoustové srdce                           | vodní nymfa        |                                                                       |
| 2010                | Harry Potter a Relikvie smrti – část 1     | Levandule Brownová |                                                                       |
| 2011                | Harry Potter a Relikvie smrti – část 2     | Levandule Brownová |                                                                       |
| 2011                | Sadie J                                    | Hermione 'Hoggy'   | Epizoda: "Slumberlicious"                                             |
| 2012                | Grandma's House                            | Zazzy              | Epizoda: "The Day Simon and his Family Opened the Door to Acceptance" |
| 2012                | Nadějné vyhlídky                           | Biddy              |                                                                       |
| 2013                | Pramface                                   | Angela             | Epizoda: "The Edge of Hell"                                           |
| 2013                | Coming Up                                  | Denise             | Epizoda: "Burger Van Champion"                                        |
| 2013                | Feeds                                      | Various            | Epizoda: "The Cariad Show"                                            |
| 2013                | Dani's Castle                              | Lady Steffy        |                                                                       |
| 2013                | Wizards vs Aliens                          | Alicia Ferguson    | Dvě epizody                                                           |
| 2014                | Pride                                      | Zoe                |                                                                       |
| 2014                | Cardinal Burns                             | Various            | Epizoda #2.5                                                          |
| 2013                | Coming Up                                  | Denise             | Epizoda: "Burger Van Champion"                                        |
| 2014                | The Job Lot                                | Anne-Marie         | Jedna epizoda                                                         |
| 2014                | Glue Online                                | Annie Maddocks     | Jedna epizoda                                                         |
| 2014-do současnosti | Glue                                       | Annie Maddocks     |                                                                       |
| 2015                | Pohádka pohádek                            | Fenizia            |                                                                       |